# Renault R202
El Renault R202 és el monoplaça que l'escuderia Renault va utilitzar durant la temporada 2002 de Fórmula 1. Va ser pilotat per Jarno Trulli i Jenson Button.
El monoplaça marca el retorn de l'escuderia per la categoria, després d'adquirir l'equip Benetton Formula.
El pilot Jenson Button va finalitzar la temporada en setè lloc amb catorze punts, mentre que Jarno Trulli ho va fer en novè lloc, amb nou punts.

## Resultats complets
| Any  | Xassis       | Motor            | Neumàtics | Pilots        | 1   | 2   | 3   | 4   | 5   | 6   | 7   | 8   | 9   | 10  | 11  | 12  | 13  | 14  | 15  | 16  | 17  | Punts | Posició final |
| ---- | ------------ | ---------------- | --------- | ------------- | --- | --- | --- | --- | --- | --- | --- | --- | --- | --- | --- | --- | --- | --- | --- | --- | --- | ----- | ------------- |
| 2002 | Renault R202 | Renault RS22 V10 | M         |               | AUS | MYS | BRA | SMR | ESP | AUT | MON | CAN | EUR | GBR | FRA | GER | HUN | BEL | ITA | USA | JPN | 23    | 4t.           |
| 2002 | Renault R202 | Renault RS22 V10 | M         | Jarno Trulli  | Ret | Ret | Ret | 9   | 10  | Ret | 4   | 6   | 8   | Ret | Ret | Ret | 8   | Ret | 4   | 5   | Ret | 23    | 4t.           |
| 2002 | Renault R202 | Renault RS22 V10 | M         | Jenson Button | Ret | 4   | 4   | 5   | 12  | 7   | Ret | 15  | 5   | 12  | 6   | Ret | Ret | Ret | 5   | 8   | 6   | 23    | 4t.           |